# Tosa (comune)
Tosa (土佐町?) è una cittadina giapponese della prefettura di Kōchi.